# Comancheite
La comancheite è un minerale.